# قانون کولن
قانون کولُن (Coulomb Law)، یک قانون در فیزیک است که واکنش‌های الکتروستاتیکی میان بارهای نقطه‌ای را توصیف می‌کند. این قانون نخستین بار در سال ۱۷۸۳ توسط فیزیکدان فرانسوی شارل آگوستَن کولن منتشر شد و منجر به گسترش نظریه الکترومغناطیس شد. این در حالی است که رابطهٔ نیروی الکتریکی و فاصله (از نوع نیروهای عکس مجذوری) قبلاً توسط جوزف پریستلی کشف شده بود و رابطه بین فاصله و بار الکتریکی توسط هنری کاوندیش بیان شده بود که همهٔ این‌ها قبل از کارهای کولن بوده‌است. از قانون کولن می‌توان برای استخراج قانون گاوس استفاده کرد و برعکس
قانون کولن از دیدگاه عددی (اسکالر) به شکل زیر بیان می‌شود:
بزرگی نیروی میان دو بار نقطه‌ای، به طور مستقیم به بزرگی هر یک از بارها بستگی داشته و رابطهٔ عکس با مجذور فاصلهٔ دو بار دارد.

## بیان عددی

نمایشی ساده از قانون کولن، بارهای هم نام همدیگر را دفع می‌کنند و غیر همنام یکدیگر را جذب می‌کنند

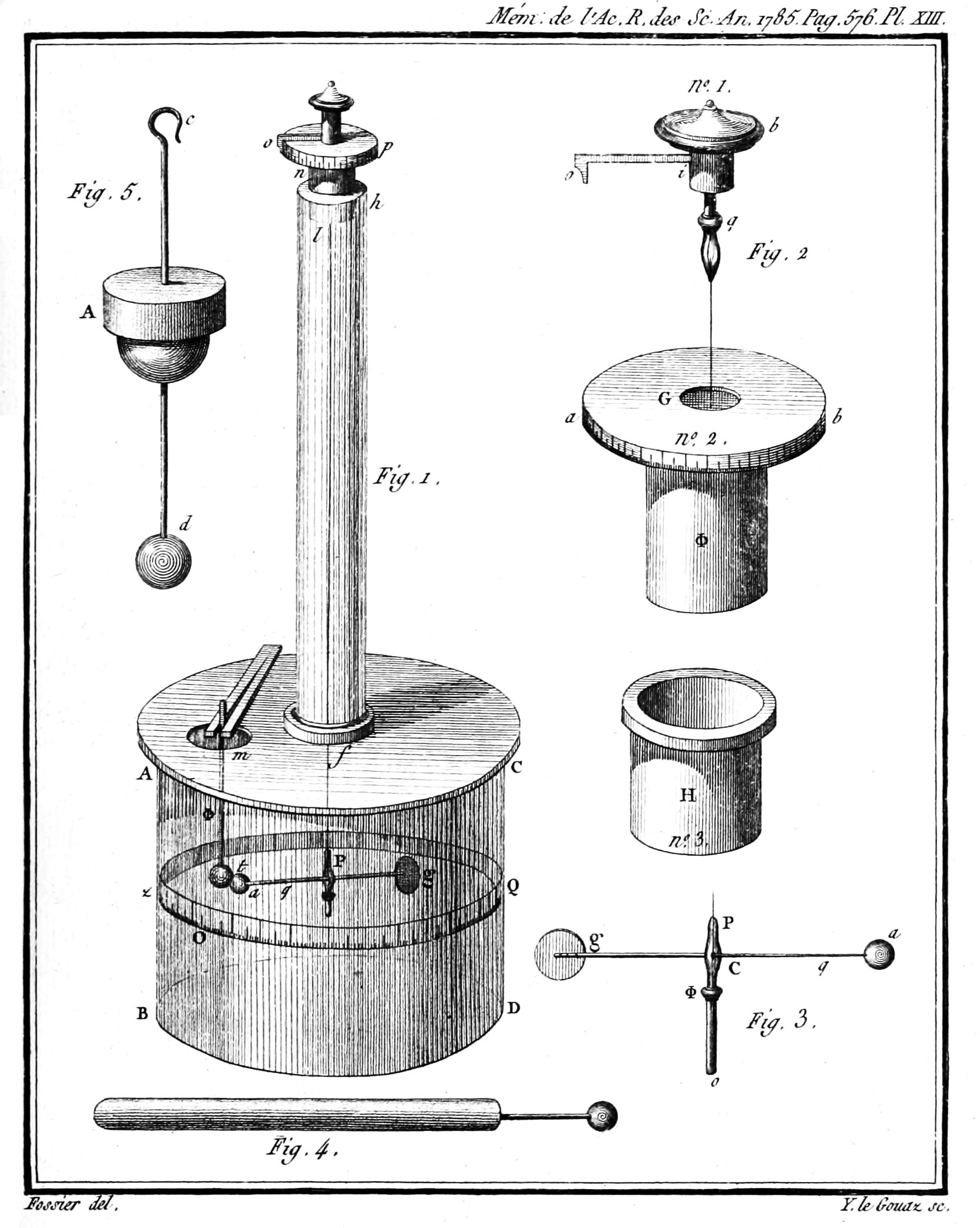
وسیلهٔ کولن برای آزمایش

شکل پایه‌ای قانون کولن توصیف می‌کند که بارهای هم‌نام همدیگر را دفع، و بارهای ناهم‌نام همدیگر را جذب می‌کنند. شکل اسکالری قانون کولن تنها بزرگی نیروی بین دو بار الکتریکی نقطه‌ای را بیان می‌کند. بزرگی نیروی الکترواستاتیکی (F) از رابطه زیر به‌دست می‌آید:
که r فاصلهٔ دو بار و ke، ثابت تناسب است. نیروی مثبت، جاذبهٔ دو بار و نیروی منفی، دافعهٔ دو بار را بیان می‌کند. ثابت ke، ثابت کولن نامیده می‌شود که به شرایط محیط بستگی دارد و می‌توان آن را محاسبه کرد ({\displaystyle k=8.9879\times 10^{9}\;Nm^{2}/c^{2}}).
باید توجه کرد که برای برقرار بودن رابطه قانون کولن، هر دو بار باید نقطه‌ای باشند یا به عبارت دیگر ابعاد آنها در مقایسه با فاصله آنها بسیار کوچک باشد.
با محاسبه سرعت نور در خلأ که m·s−۱ ۲۹۹۷۹۲۴۵۸ و گذر دهی مغناطیسی μ۰ و دانستن ثابت گذر دهی خلأ ε۰ در واحد cgs واحد بار که ۱۲-۱۰×۸٫۸۵۴۱۸۷۸۱۷ است ثابت نیروی کولنی ۱ می‌شود.
فرمول بیان می‌کند که بزرگی نیرو با بزرگی بارها رابطه مستقیم دارد و با مجذور فاصلهٔ آنها رابطه عکس دارد. قانون کولن همچنین می‌تواند در مقیاس اتمی نیز بیان شود.

## شدت میدان الکتریکی
بزرگی میدان الکتریکی که توسط یک بار نقطه‌ای (q)در فاصله(r) به‌دست می‌آید، عبارتست از
برای یک بار مثبت جهت میدان الکتریکی به صورت یک چشمه از امکان قرار گرفتن بار است در حالی که برای بار منفی در جهت مخالف است. واحد میدان الکتریکی در اس‌آی ولت بر متر یا نیوتن بر کولن است.

## بیان برداری
به منظور اینکه هم اندازه و هم جهت نیروی وارد بر یک بار نقطه‌ای محاسبه شود. {\displaystyle q_{1}} را در {\displaystyle \mathbf {r} _{1}} و q2 را در {\displaystyle \mathbf {r} _{2}} در نظر بگیرید شکل کامل قانون کولن چنین است:
که در آن {\displaystyle r} فاصلهٔ بین دو بار است این توصیف عددی قانون کولن را با جهت بردار {\displaystyle r_{12}} ساده‌تر می‌کند (که با خط واصل{\displaystyle q_{1}} و {\displaystyle q_{2}} موازی است). اگر دو بار هم علامت باشند حاصل ضرب {\displaystyle q_{1}} و{\displaystyle q_{2}} مثبت است و نیروی وارد بر {\displaystyle q_{1}} با بردار {\displaystyle \mathbf {\hat {r}} _{21}}، داده می‌شود در این حالت بارها همدیگر را دفع می‌کنند اگر بارها غیر هم علامت باشند حاصل ضرب {\displaystyle q_{1}} و {\displaystyle q_{2}} منفی است و جهت نیروی وارد بر q۱ در جهت {\displaystyle \mathbf {\hat {r}} _{21}}، است در این حالت بارها همدیگر را جذب می‌کنند.
اصل برهم نهی برای نیروی وارد بر بار کوچک یک سیستم N ذره‌ای چنین است. این در حالی است که {\displaystyle q_{i}} و {\displaystyle r_{i}} بزرگی مکان iامین بار هستند. {\displaystyle R_{i}} یک بردار یکه در راستای {\displaystyle r-r_{i}} است (برداری که {\displaystyle q_{i}} را به {\displaystyle q} متصل می‌کند).

## توزیع پیوسته بار
برای یک توزیع پیوسته بار الکتریکی، یک انتگرال‌گیری بر روی ناحیه توزیع بار لازم است که هر نقطه از صفحه را به صورت اِلِمان dq در نظر می‌گیرد. برای یک توزیع بار خطی (یک تخمین خوب برای بار در یک سیستم) (λ(r بار در یکای طول {\displaystyle q_{i}} و{\displaystyle \mathbf {r} _{i}} یک المان کوچک از طول است.
برای یک توزیع بار سطحی (یک تخمین خوب صفحه‌ها موازی در خازن هاست) (σ(r بار در یکای سطح r و dA یک المان کوچک سطح است.
برای یک توزیع بار حجمی (مانند بار در میان یک حجم فلزی) (ρ(r بار در یکای حجم r و dV نیز یک المان کوچک حجم است.
نیروی وارد بر بار کوچک آزمون از رابطه زیر به‌دست می‌آید:

## محدودیت ها
سه شرط برای برقراری قانون کولن لازم هستند:
1-بار ها باید دارای توزیع متقارن باشند (برای مثال بار های نقطه ای یا کره ی فلزی باردار).
2-بار ها نباید روی هم قرار گیرند (بار ها باید بار های نقطه ای مجزایی باشند).
3-بار ها باید نسبت به هم ثابت باشند.
مورد آخر به عنوان تقریب الکتروستاتیکی شناخته میشود. وقتی حرکتی صورت میگیرد، نظریه نسبیت اینشتین باید در نظر گرفته شود در نتیجه نیروی بین دو جسم تغییر پیدا میکند. قسمت جدید نیرو، نیروی مغناطیسی نامیده میشود و توسط میدان مغناطیسی توضیح داده میشود. در حرکت های آهسته نیروی مغناطیسی کوچک است و قانون کولن میتواند تقریب درستی باشد ولی وقتی بارها با سرعت زیاد نسبت به یکدیگر در حرکت هستند، قوانین الکترومغناطیس باید در نظر گرفته شوند.

## نمونه تصویری
شکل زیر نمونه‌ای تصویری از قانون کولن است که در آن {\displaystyle q_{1}q_{2}>0} بردار {\displaystyle \mathbf {F} _{1}} در {\displaystyle q_{1}} و {\displaystyle \mathbf {F} _{2}} در {\displaystyle q_{2}}کشیده شده‌است بزرگی آنها با هم برابر است بردار{\displaystyle \mathbf {r} _{21}} نیز بردار فاصله دو بار {\displaystyle q_{1}}و {\displaystyle q_{2}} است.

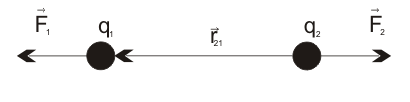
نمایش تصویری قانون کولن.

## شباهت‌های الکترواستاتیکی
در فرمول بندی اخیر، قانون کولن تنها برای حالتی برقرار است که بارها ساکن باشند یا با سرعت‌های بسیار پایین حرکت کننداین شرایط منجر به شرایط الکتروستاتیکی می‌شود وقتی حرکت اتفاق می‌افتد میدان مغناطیسی ایجاد می‌شود که نیروی وارد بر اجسام را تغییر می‌دهد.
برهم کنش‌های مغناطیسی میان بارهای در حال حرکت اینگونه تصور می‌شودکه نیروهای میدان الکتروستاتیکی را آشکار می‌کند اما نظریه نسبیت انیشتین ما را به تعمق بیشتر وامی‌دارد.

## جدول نتیجه‌گیری
| نیرو) |
| {\displaystyle \mathbf {F} _{21}={1 \over 4\pi \varepsilon _{0}}{q_{1}q_{2} \over r^{2}}\mathbf {\hat {r}} _{21}\ } |

| میدان الکتریکی)                                                                                                |
| {\displaystyle \mathbf {E} _{21}={1 \over 4\pi \varepsilon _{0}}{q_{2} \over r^{2}}\mathbf {\hat {r}} _{21}\ } |

| انرژی پتانسیل)                                                               |
| {\displaystyle U_{21}={1 \over 4\pi \varepsilon _{0}}{q_{1}q_{2} \over r}\ } |

| پتانسیل)                                                              |
| {\displaystyle V_{21}={1 \over 4\pi \varepsilon _{0}}{q_{2} \over r}} |